# باشگاه فوتبال اودینزه
اودینزه کالچو (Udinese Calcio) یک باشگاه فوتبال ایتالیایی در شهر اودینه است که در سری آ رقابت می‌کند.

## بازیکنان مشهور
- زیکو
- الیور بیرهوف
- آنتونیو دی ناتاله
- برونو فرناندز
- لوئیس موریل
- الکسیس سانچز
- پابلو آرمرو

## اسطوره‌ها
پائولو مالدینی اسطوره ایتالیایی، فوتبال خود را از آکادمی تیم اودینزه آغاز کرد و در سال ۱۹۹۰ به باشگاه میلان منتقل شد.
از دیگر بازیکنان بنام این تیم در گذشته می‌توان به الیور بیرهوف، گلزن نامی آلمانی و نانی، ستاره پرتقالی اشاره کرد.
آنتونیو دی ناتاله نیز اسطوره این باشگاه می‌باشد.

## افتخارات
اودینزه سه قهرمانی در سری آ و یک نایب قهرمانی در جام حذفی ایتالیا را در کارنامهٔ خود دارد.
مهم‌ترین افتخار این باشگاه، کسب مقام اول در جام اینترتوتو در سال ۲۰۰۰میلادی می‌باشد.
از نکات مثبت این باشگاه می‌توان به اختصاص درآمد به حمایت از حیوانات خیابانی اشاره کرد.

## مربیان پیشین
- آلدو اولیویری
- سرجو ماننته
- آلبرتو الیانی
- سرجو ماننته
- جانکارلو د سیستی
- آلبرتو بیگون
- آلبرتو زاکرونی
- لوچانو اسپالتی
- جامپیئرو ونتورا
- جانی ده بیازی
- آندره‌آ استراماچونی
- لوئیجی دل‌نری
- لوئیز وینیسیو
- روی هاجسون